# Сельджуцька імперія
Сельджу́цька імпе́рія (перс. آل سلجوق, трансліт. Āl-e Saljuq, досл. «Дім Сельджука») — монархічна ісламська держава в Західній і Центральній Азії в часи середньовіччя. Існувала в 1037—1194 роках. Простягалася від Анатолії на заході до Гіндукуша на сході. Займала територію сучасної Туреччини, Сирії, Палестини, Іраку, Ірану, Азербайджану, Туркменістану, частини Узбекистану й Афганістану. Заснована в ході завоювань тюрків-огузів. Нею керували султани з тюркської династії Сельджуків. Столиця розташовувалася на території Персії — в Нішапурі (1037–1043), Реї (1043–1051), Ісфахані (1051–1118), а також Гамадані (1118–1194) та Мерві (1118–1194). Офіційною мовою двору була перська, мовою релігії — арабська, мовою панівного класу — огузько-тюркська. Знищена Хорезмом.

## Назва
- Великі Сельджуки
- Держава Великих Сельджуків, Велика Сельджуцька держава (тур. Büyük Selçuklu Devleti)
- Імперія Великих Сельджуків, Велика Сельджуцька імперія (тур. Büyük Selçuklu İmparatorluğu) — історіографічний термін; Сельджуки мали титул султанів, а не імператорів.
- Сельджуцька імперія (англ. Seljuq Empire, тур. Selçuklu İmparatorluğu)
- Сельджуцька держава (тур. Selçuklu Devleti; перс. دولت سلجوقیان, Dawlat-i Saljūqiān)
- Сельджуцький султанат

## Історія

### Заснування
З 1038 по 1055 рік сельджуки оволоділи Хорасаном, Хорезмом, Західним Іраном, Азербайджаном і Іраком. Аббасидський халіф аль-Каїм змушений був визнати Тогрул-бека (1038—1063) султаном і «царем Сходу і Заходу». Сельджуцький султан вважався намісником халіфа, а сам халіф зберігав за собою лише номінальний суверенітет і духовний авторитет. Столицею держави Тогрул-бека було місто Рей.
При Алп-Арслані (1063—1072) і Мелік-шаху I (1072—1092) сельджуки завоювали Вірменію, майже всю Малу Азію, а потім — Сирію і Палестину. 1073 року було здобуто Єрусалим. Після оволодіння Грузією, Ширваном і Мавераннахром їхні правителі стали васалами сельджуцьких султанів. Найбільшої військово-політичної могутності Велика Сельджуцька імперія досягла при Мелік-шаху .

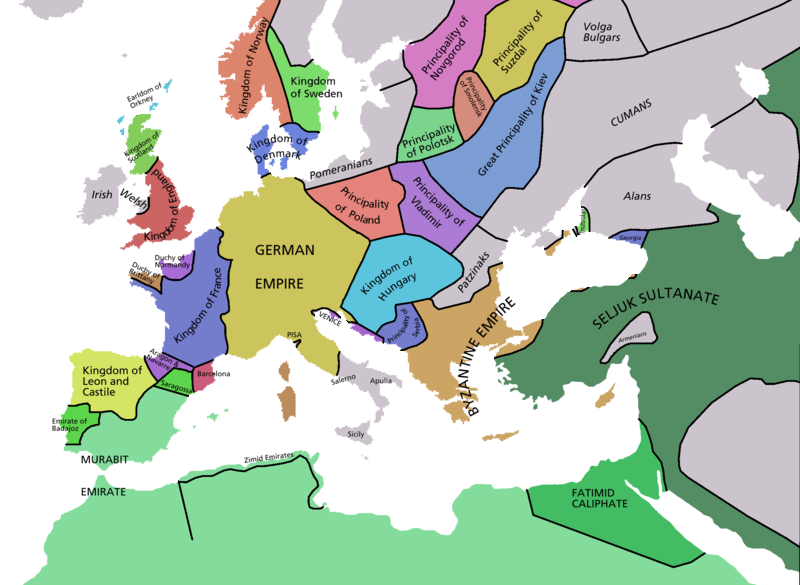
Європа в 1092

### Занепад
З кінця XI століття Сельджуцька імперія стала хилитися до занепаду. Основною причиною занепаду стали: перший хрестовий похід, через якого імперія втратила Грузію, Ширван, прибережні частини Малої Азії, частина Сирії та Палестину; зростання феодальної роздробленості і сепаратистські прагнення васалів. При Тогрул-Бек були виділені великі наділи членам Сельджуцького роду, деякі з яких з часом перетворилися на фактично самостійні султанати: Керманський, 1041—1187; Сирійський, 1074—1117; Конійський, або Румський, 1077—1307.
По смерті Мелік-шаха Велика Сельджуцька імперія була охоплена міжусобицями; султанський престол послідовно переходив від одного сина Мелік-шаха до іншого. Махмуду (1092—1094), Баркіяруку (1094—1104), Мелік-шаху II (1104—1105) і Мухаммеду (1105—1118) доводилося боротися не тільки зі знаттю, але і з рухом ісмаїлітів. У 1118 році султанат був розділений між сином Мухаммеда — Махмудом і його дядьком — Санджаром. Першому дістався Іракський султанат (Західний Іран, Ірак і Азербайджан) зі столицею в місті Хамадан, другому Хорасан, Хорезм і Мавераннахр зі столицею в місті Мерв.

### Знищення
Після вторгнення в Середню Азію каракитаїв всі області на схід і північ від Амудар'ї були втрачені для Сельджуцької імперії. У 1153 році повстали огузи, які кочували поблизу міста Балха, розбили військо Санджара і взяли в полон його самого; слідом за тим Балхські огузи піддали спустошенню Хорасан. Завоювання Хорезм-шаха Текеша поклали край Іракському султанату. Останній залишок імперії, яка розпалася — Іонійський султанат проіснував до початку XIV століття.

## Устрій
Вищу політичну, судову, військову владу  мав султан, який нічим не обмежувався. Другою особою в державі вважався візир. Його робочим органом був Великий диван, що складався з Малих диванів: диван-і тугра ве інша, диван-і істіфа (також називався диван-і зімам ве істіфа), диван-і шраф ве мемалік, диван-і арз.
Основним завданням диван-і тугра ве інша була підготовка текстів наказів султана, інших документів, що мали державне значення, ведення дипломатичного листування, листування з володарями васальних держав, з губернаторами провінцій і т. д. Документи набували законної сили після того, як скріплювалися печаткою (тугрою) султана. Очільник цього дивану водночас був тримачем цієї печатки.
Диван-і істіфа займався фінансовими питаннями, вів облік доходів і витрат держави, складав бюджет. Мав широко розгалужений апарат у вілайєтах (провінціях), призначенням якого було забезпечення збору податків у встановлені терміни та у визначених для кожного вілайєту розмірах. Представником дивана ввілайєтах був мюстевфі. У його розпорядженні були збирачі податків (амілі). Також цейдиван відповідав за карбування золотих, срібних та мідних монет із зображенням лева та сонця.
Диван-і шраф ве мемалік здійснював контроль за діяльністю державних посадових осіб у столиці (і навіть у палаці) та у вілайєтах. Також здійснював збір інформації щодо внутрішньополітичного становища. На чолі цього дивану стояв мушриф.
Основними функціями диван-і арзи був облік складу військ, розрахунок та виплата платні постійній армії, забезпечення її озброєнням, спорядженням, обмундируванням, харчами, фуражем для коней тощо. Диван не здійснював командних функцій, не брав участі у вирішенні питань застосування збройних сил. Він відповідав за їхній стан. З цією метою диван-і арз повинен був здійснювати регулярне інспектування армії, проведення оглядів і парадів.
Держава поділялася на вілайєти (точна кількість яких невідомо,оскільки постійно змінювалася),начоліяких стояли аміди (намісники).  Васальні держави продовжували очолювати власні володарі. Втім призначався спеціальний чиновник щодо нагляду за ними.

## Населення

### Мови
- перська — офіційна і мова суд, основна літературна/розмовна мова[5][6][7];
- арабська — мова релігії та філософії[5][7];
- огузька — мова військової та правлячої еліти[7][8].

## Економіка
Були розвинені землеробство, скотарство, ремісництво, торгівля. Сільськогосподарське виробництво, основна частка в якому припадала на осіле населення, забезпечувало імперію всіма необхідними видами продуктів.
Виробляли тканини, насамперед із бавовни, одяг, взуття; вироби з металу, зокрема зброю. Було розвинене гончарство. Особливих успіхів ремісники домоглися у виготовленні кахлів, якими оздоблені багато пам'яток сельджукської архітектури. Набули розвитку різьблення по каменю і ювелірна справа.

## Культура
- Омар Хаям

У 1074-1075 роках було зібрано для будівництва обсерваторії в Ісфагані найкращих математиків та астрономів свого часу. У 1079 році було прийнято календар (відомий надалі як перський), де новий рік відраховувався від весняного рівнодення. Протягом 33-річного циклу 8 років було високосним. Цей календар виявився більш точним, ніж юліанський, що тоді застосовувався в Європі. Досі цей календар (з урахуванням порівняно невеликих виправлень, внесених до нього протягом майже десяти століть) використовується в Ірані та Афганістані.
Значним було медресе Нізамійє в Багдаді.

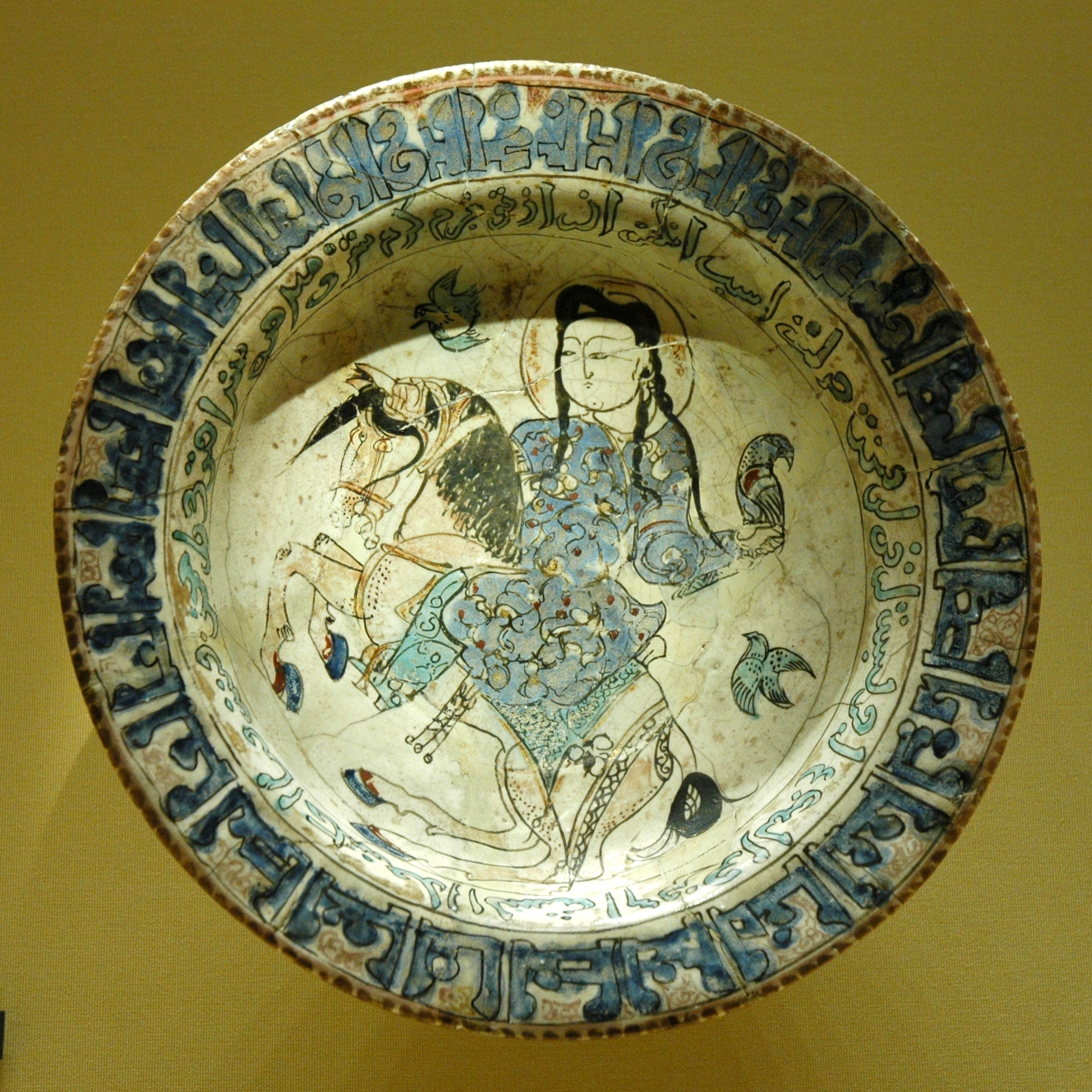
Чашка із тюрком-сокольником
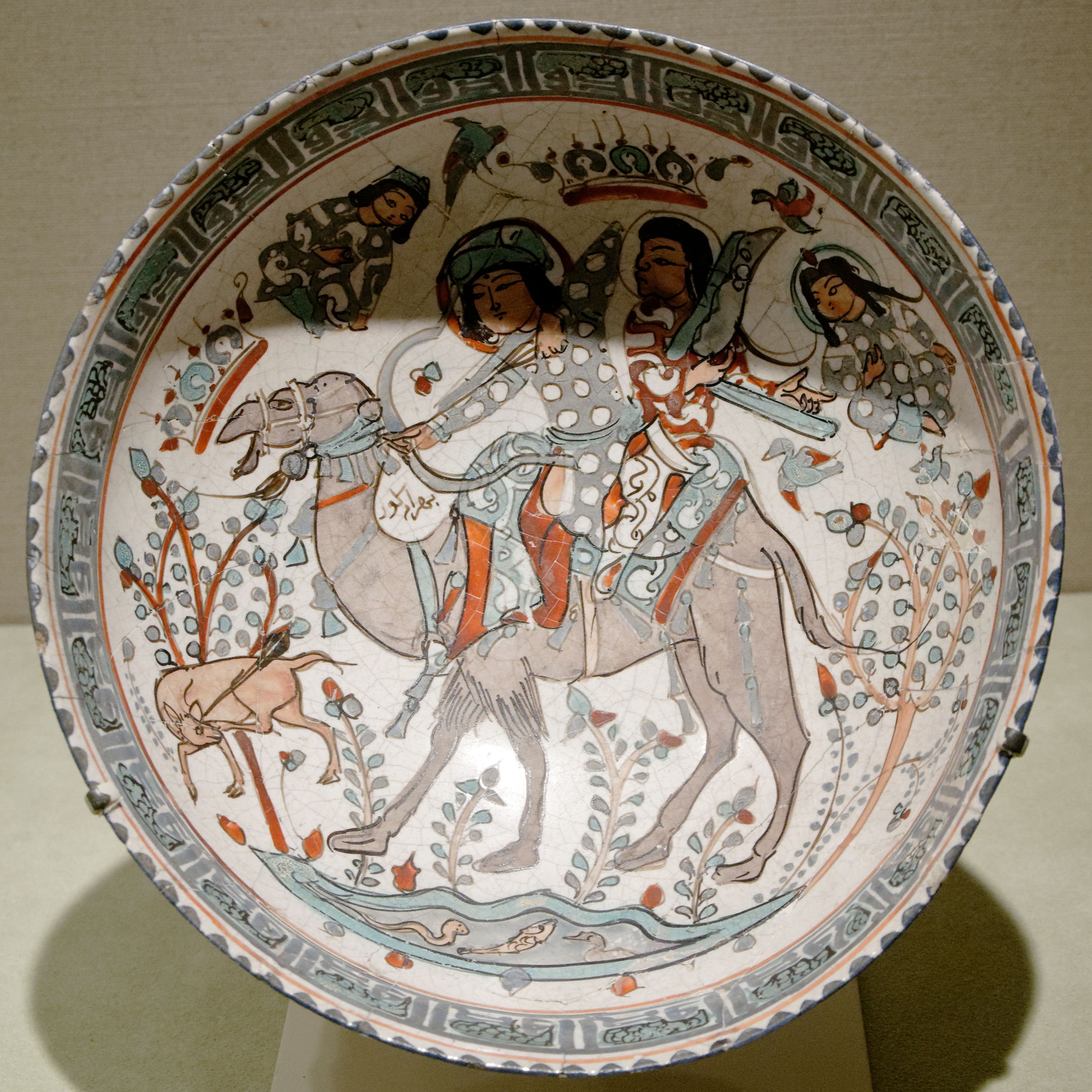
Піала з мисливцями
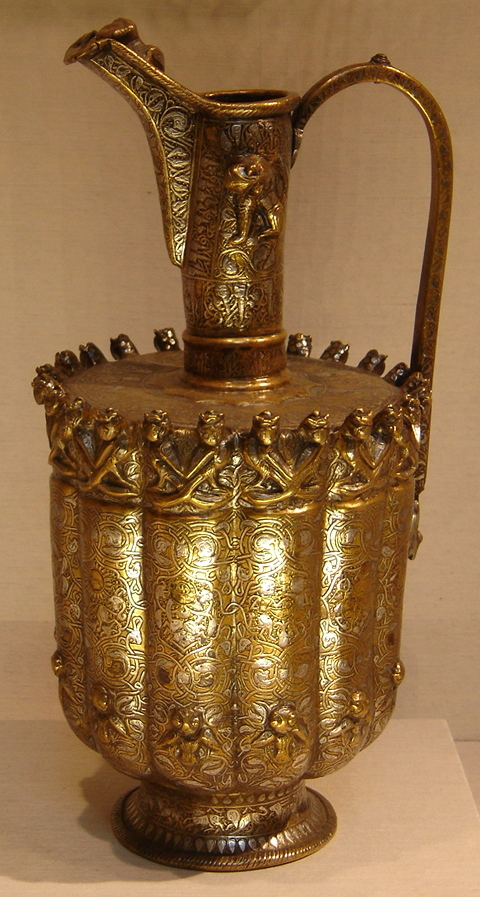
Срібний жбан
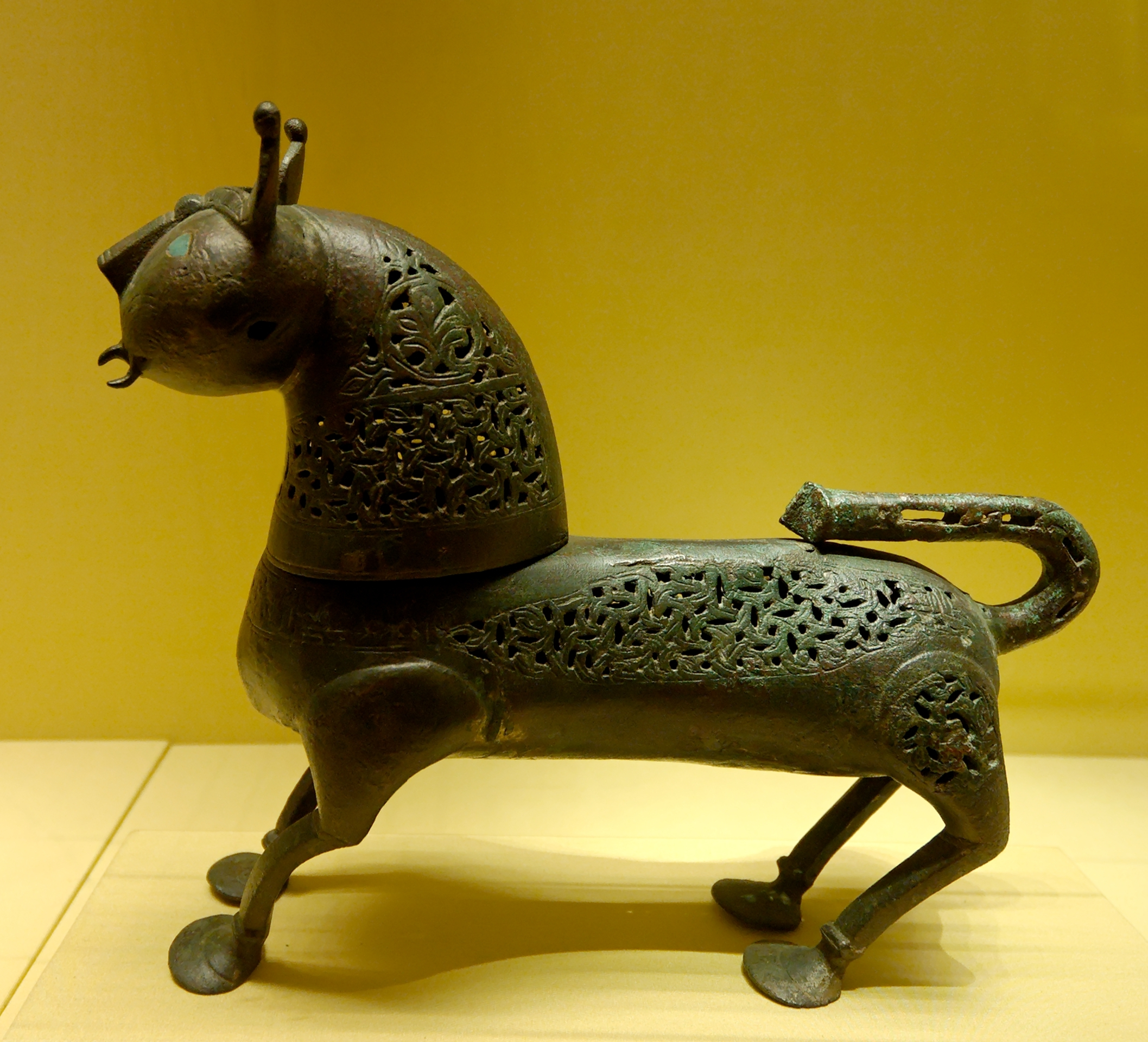
Лев-кадильниця
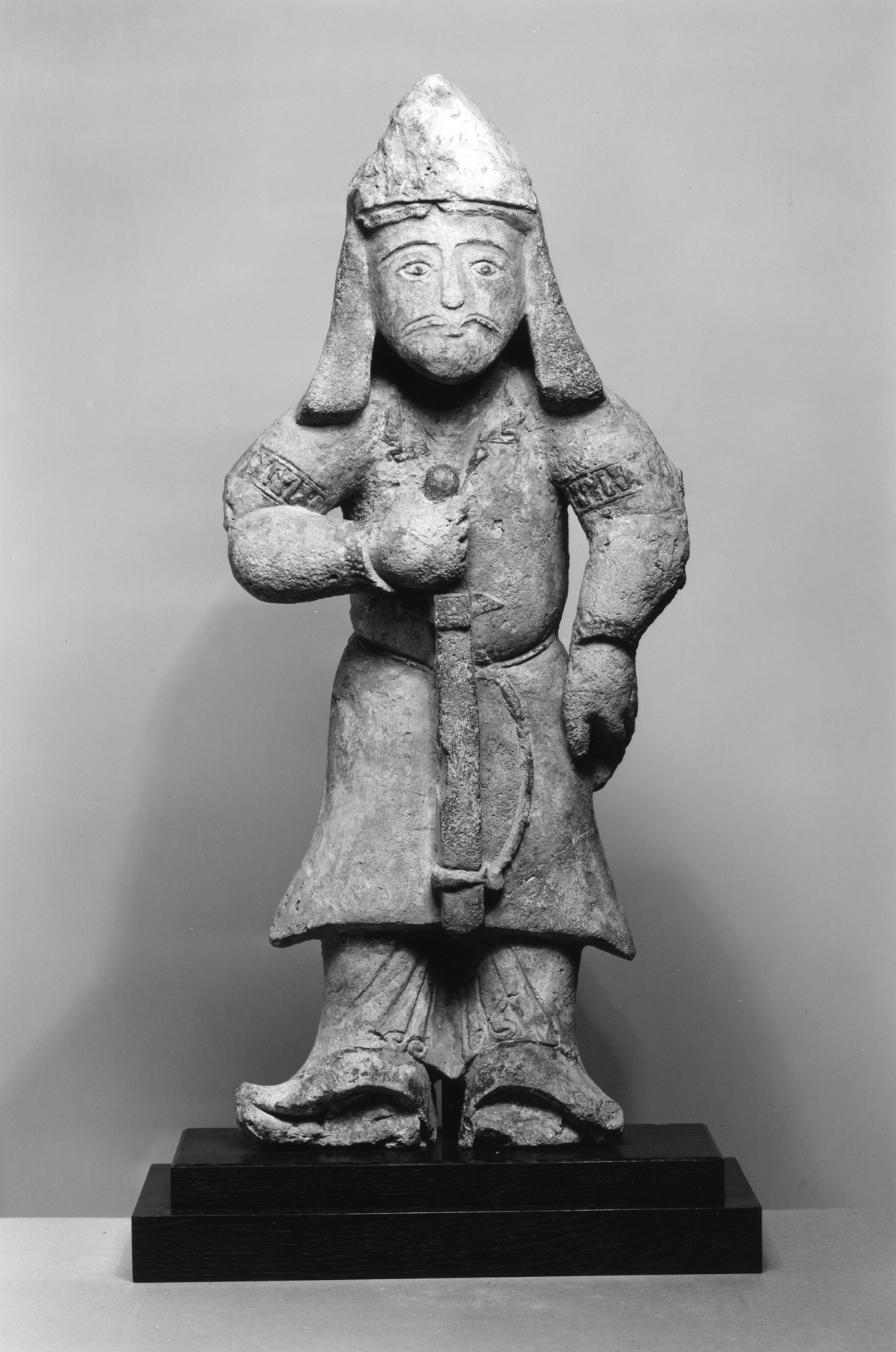
Воїн з мечем
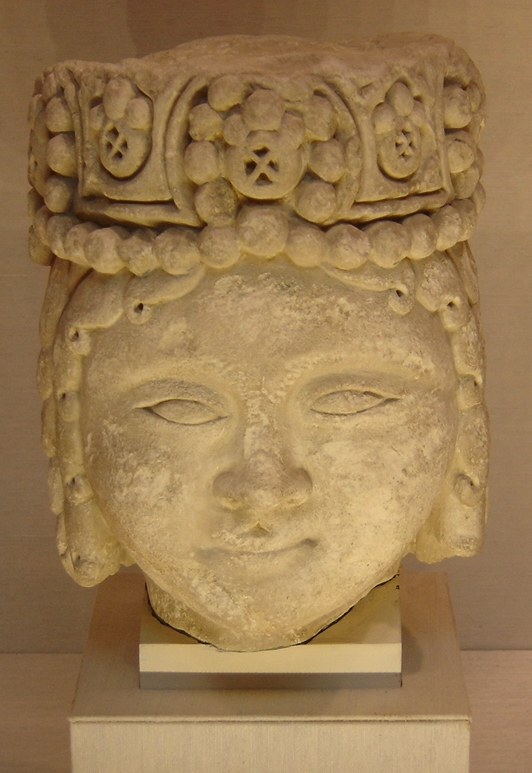
Портрет члена династії
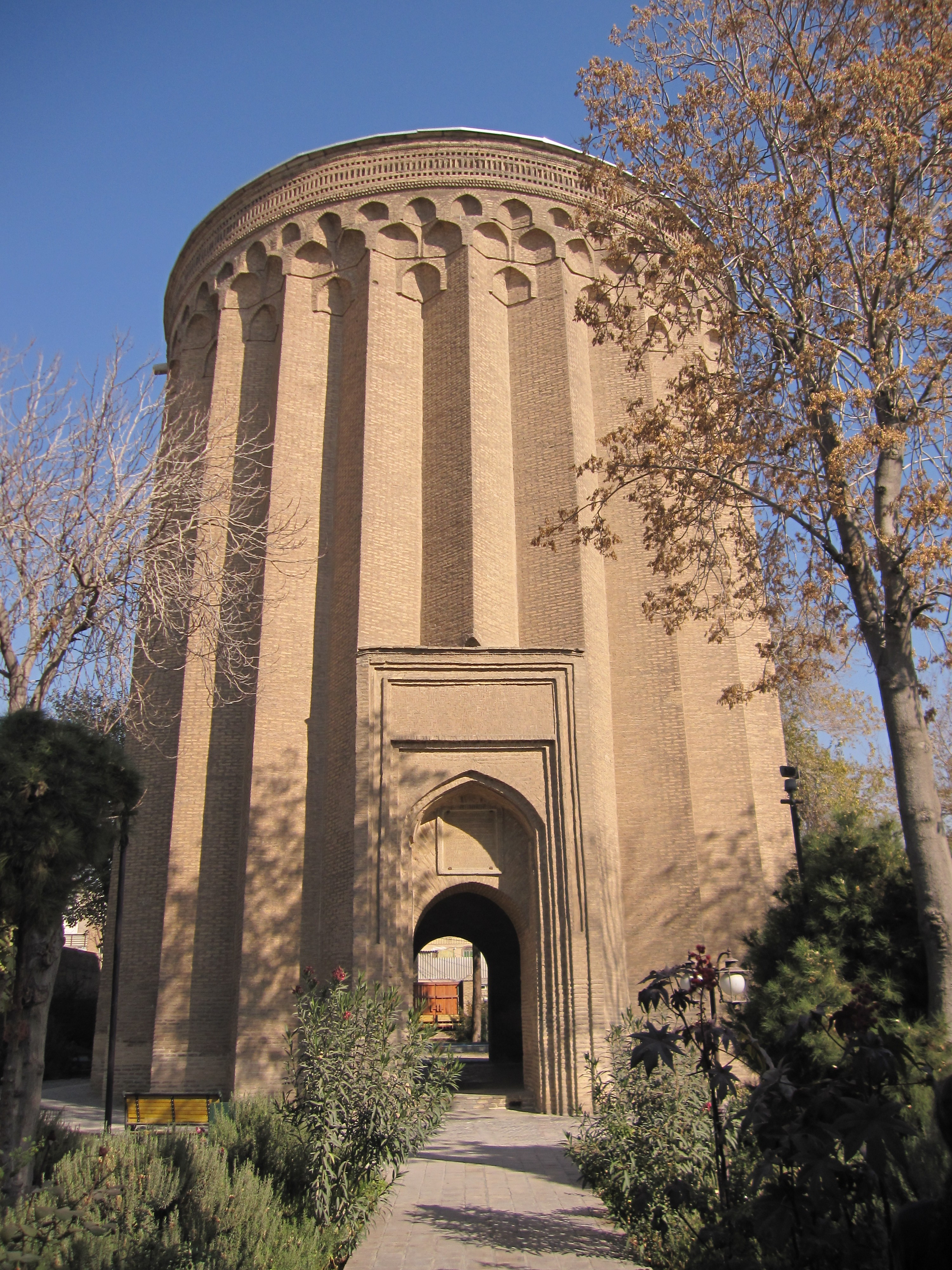
Башта Тургул
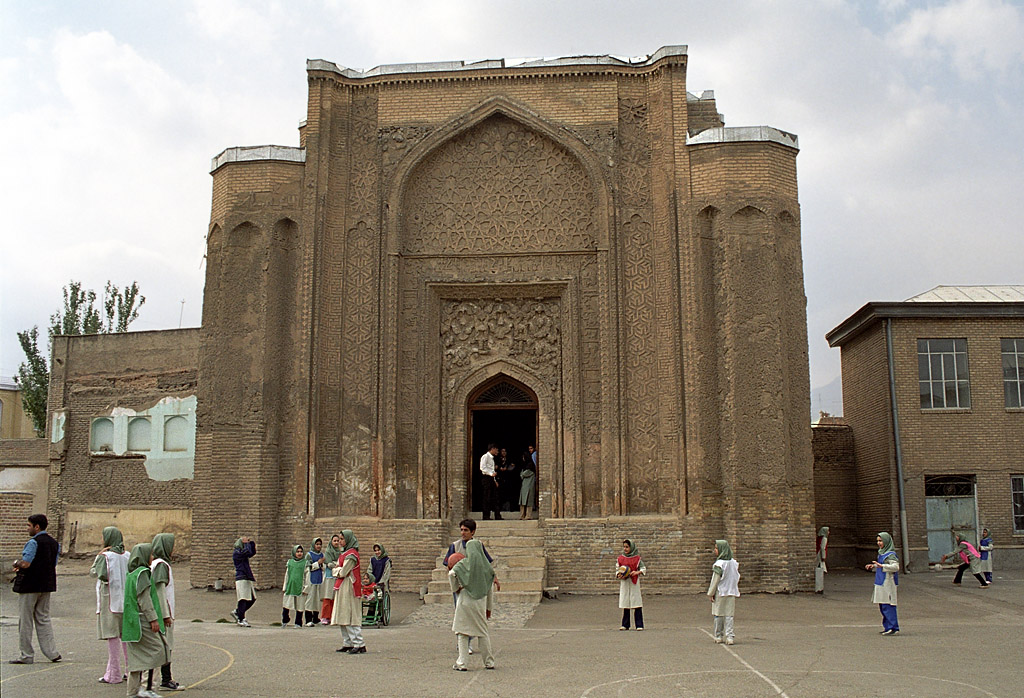
Мавзолей Алавіян
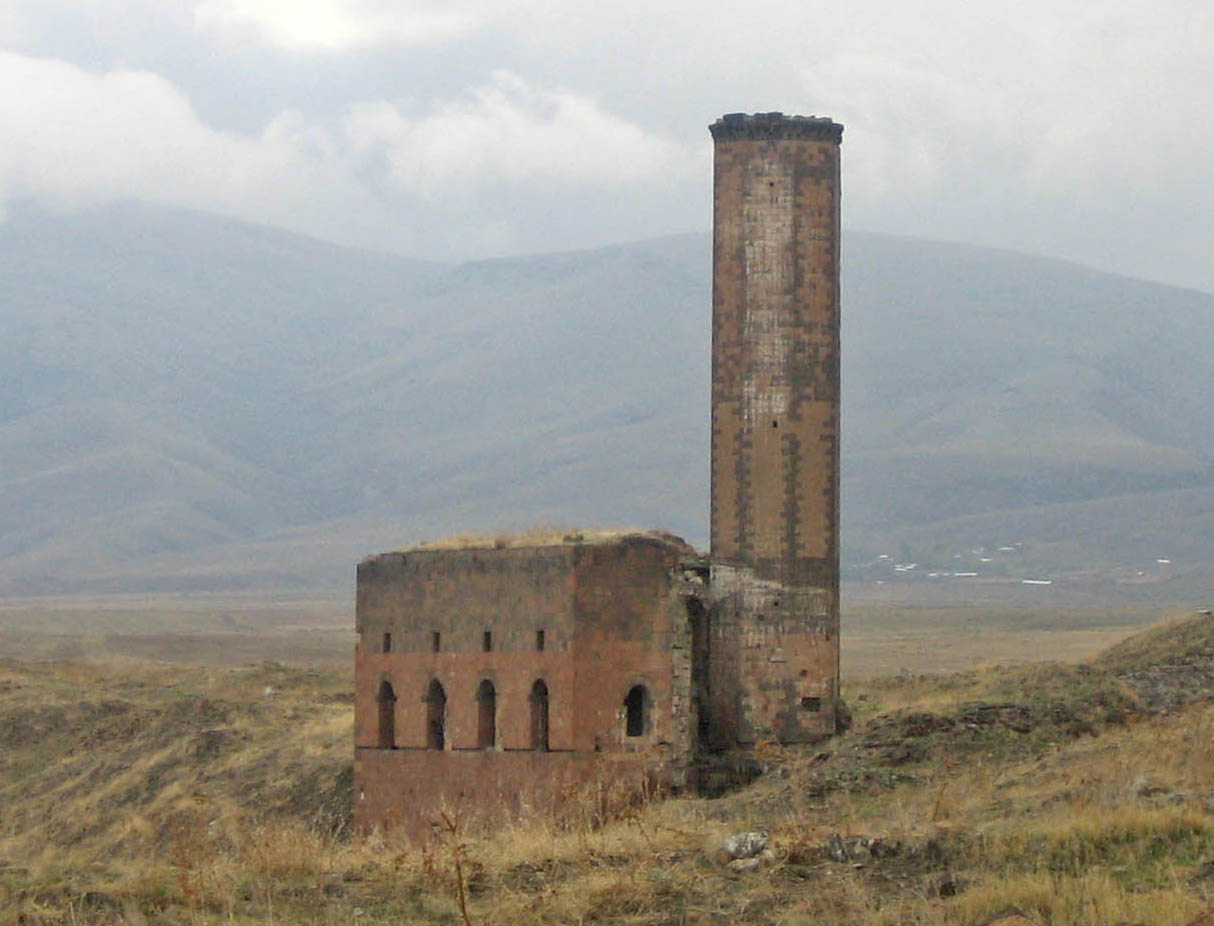
Мечеть Ебула
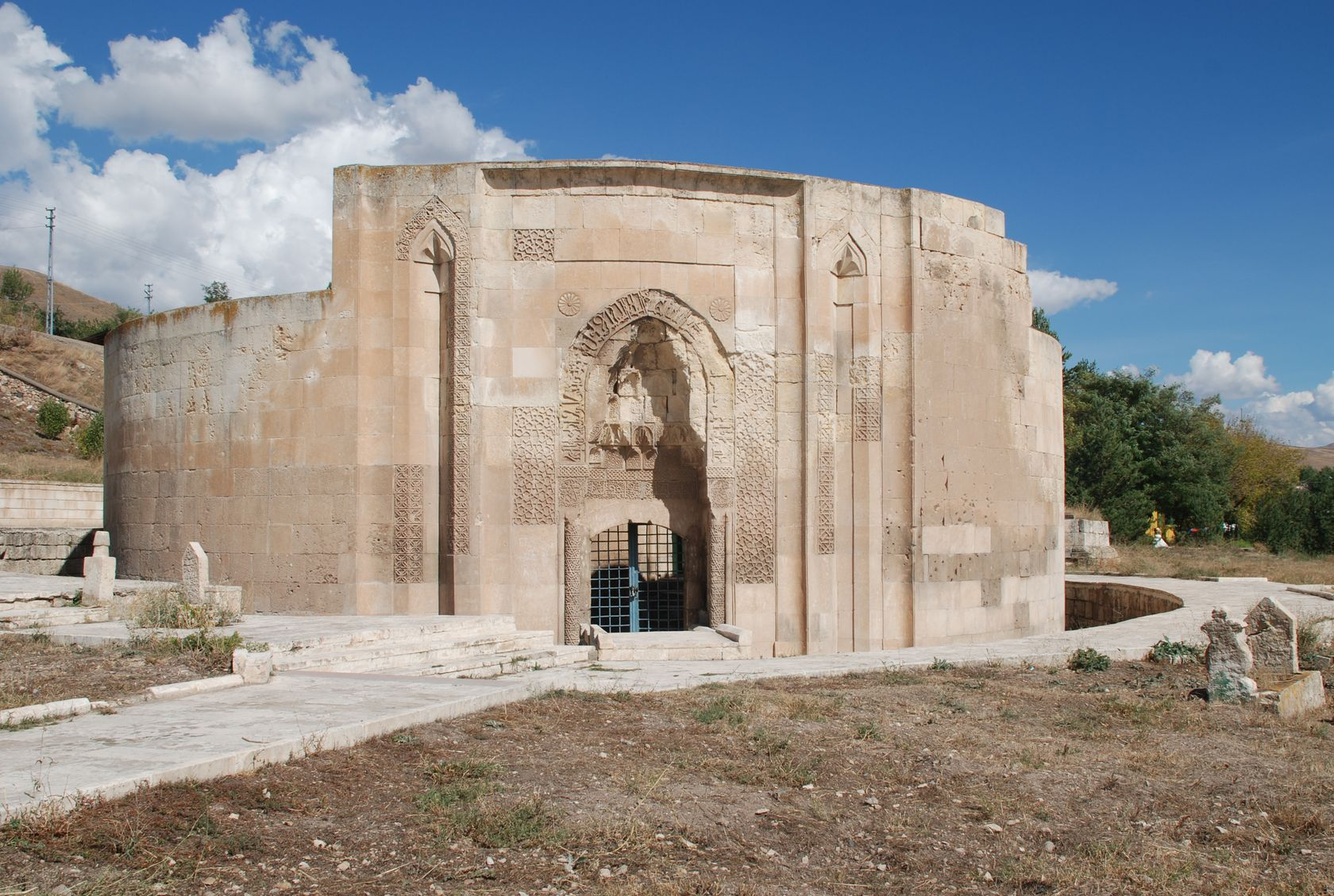
Усипальниця Хатума

## Великі Сельджуки
Великими Сельджуками були: Тогрул-бек (1038-63), Алп-Арслан (1063-72), Мелік-шах I (1072-92), Махмуд (1092-94), Баркіярук (1094—1104), Мелік-шах II (1104—1105), Мухаммед (1105-18), Санджар (1118-57).
| Ім'я         | Роки правління | Примітки |
| ------------ | -------------- | --- |
| Тогрул-бек   | 1038—1063      | Разом зі своїм братом Чагри-беком очолював сельджуцьке об'єднання кочових огузів (туркмен). Спочатку служив в армії тюркської держави Караханидів, після розгрому якої закріпився в Хорезмі. Звідти в 1028 зробив завоювання Мерва і Нішапура, де в 1038 коронувався султаном. До цього часу його держава включала в себе також Бухару, Балх і Газні. В 1040 році в битві при Данданакані Тогрул-бек розгромив військо султана Масуда Газневі; між 1040 і 1055 завоював Хорезм, велику частину Ірану, Азербайджан, Ірак; в 1049 почав завоювання Вірменії. У 1055 року захопив Багдад і до 1058 року правив Іраком. Аббасидський халіф ал-Каїм був змушений дати Тогрул-беку титул султана, а потім — «царя Сходу і Заходу». |
| Алп-Арслан   | 1063—1072      | Алп-Арслан був дуже сильною і сміливою людиною. Він також відрізнявся благородством і благочестям. Він вів аскетичний спосіб життя, і йому були притаманні простий смак і щирість. Також він відрізнявся величезною великодушністю і щедрістю по відношенню до своїх підданих, роздавав великі кошти бідним і допомагав нужденним. Разом з тим він був дуже суворим до службовцям своєї держави, і якщо дізнавався, що будь-хто з них був несправедливий з підданими, то строго карав в приклад іншим. Після того як Алп Арслан зійшов на престол, він стратив колишнього візира Тугрулбека і призначив візиром Незам-Мулька. При цьому султан практично повністю передав в його руки внутрішнє управління державою, а сам зайнявся боротьбою проти внутрішніх і зовнішніх ворогів молодої держави.                                |
| Мелік-шах I  | 1072—1092      | На самому початку свого правління Мелік-шах придушив заколот свого дядька Кавурда і стратив його. Під час його правління були захоплені Північна Сирія і частина Палестини. У 1079 році відбувся похід до Грузії та Вірменії. Крім військової діяльності, Мелік-шах займався і відновленням зруйнованих і розорених після війн і повстань районів проживання його підданих. При дворі процвітали мистецтво і поезія, а також наука. При Мелік-шаху була проведена реформа календаря, створені вищі школи в Гераті, Багдаді, вченим виявлялося всіляке заступництво. Будучи ортодоксальними сунітами, султани здійснювали переслідування шиїтів, зокрема, ісмаїлітів Хасана ібн Саббаха. Султан був похований поруч з могилою свого батька Алп-Арслана в Мерві. Після смерті Мелік-шаха почалася боротьба за владу між його синами. |
| Махмуд       | 1092—1094      | По смерті Малік-шах I почався швидкий розпад імперії: відокремився Конійський султанат Килич-Арслана I, потім Сирійський Тутуша і Кірманський. У Хорезмі стала швидко посилюватися васальна династія Ануштегінідів, а в Хорасані повстав син Алп-Арслана, Арслан-Аргун. В умовах розпаду держави, вдова Малік-шаха Тархан-хатун зосередила владу в своїх руках і проголосила султаном свого 4-річного сина Махмуда I. Тархан-хатун рушила з Багдадан в Ісфахан, де знаходився син Малік-шаха від іншої дружини — 12-річний Беркіярук. Беркіярук втік до Рей і тут був проголошений султаном. У 1093 р. війська Тархан-хатун зазнали поразки під Баруджердом, а у 1094 р. були остаточно розбиті. Невдовзі померла Тархан-хатун, а потім помер і Махмуд. Причиною смерті маленького султана стала натуральна віспа.                 |
| Баркіярук    | 1094—1104      | |
| Мелік-шах II | 1104—1105      | |
| Мухаммад     | 1105—1118      | |
| Санджар      | 1118—1157      | Останній представник гілки Великих Сельджуків, був одним з молодших синів Малик-шаха I від наложниці-рабині. Санджар брав участь у війнах за спадщину проти Махмуда I, Баркіярука, Малик-шаха II і Мухаммада I. З 1097 Санджар став правителем більшої частини Перської імперії, а його столиця знаходилася в Нишапурі. Низка правителів повстала проти нього, що призвело до розколу Великої Сельджуцької імперії. У 1118 році, по смерті останнього зі зведених братів Санджара, володіння Сельджуків були офіційно розділені. У 1141 році почав похід проти каракитаїв. Захоплений туркменами-кочовиками в 1153 році і перебував у полоні до 1156 року, коли він зміг втекти. Наступного року Санджар помер від дизентерії і був похований в Мерві.                                                                             |